# Чехословацький воєнний хрест 1939
Чехословацький Військовий Хрест 1939 (чеськ. Československý válečný kříž 1939) — військова відзнака Чехословацької Республіки, затверджена для нагородження військовослужбовців, які брали участь у Другій світовій війні.
Військовий Хрест має один ступінь та військовик нагороджується ним лише одного разу. Якщо, при виникненні, у раніше нагородженого, нових заслуг, які гідні нагородження воєнним хрестом, йому вручалися тільки бронзові липові гілки для кріплення на стрічку хреста.
Автором ескізу хреста є Рудольф Полак.

## Історія
20 грудня 1940 року уряд Чехословаччини у вигнанні, що тоді перебував у Лондоні, ухвалив рішення № 4/1941 «Про затвердження Воєнного хреста», аналогічного Військовому Хресту 1918 року, з метою заохочення військовослужбовців та цивільного населення, що брали участь у звільненні території Чехословаччини від німецько-фашистських загарбників.
Після звільнення Чехословаччини постанову «Про затвердження хреста» було затверджено 26 січня 1946 року, а згодом доповнено постановою від 18 січня 1949 року № 30/1949, після чого увійшло й до наградної системи Чехословаччини, аж до 1992 року.

## Опис знаку
Знак виготовляється з бронзи та являє собою чотирикутний хрест загостреними кінцями, які розширюються. У центрі гербовий щит Чехословаччини. За щитом, по діагоналі, між променями хреста два схрещених мечі, вістрями вгору.
Реверс знака несе на собі круглі медальйони на кінцях хреста з зображеннями гербів основних земель Чехословаччини які входили до її складу на 1939 рік: Словаччини, Моравії, Сілезії, Підкарпатської Русі; у центрі — герб Богемії.
Знак за допомогою металевого кільця підвішений до білої стрічки з червоними та синіми смужками.